# III liga polska w piłce nożnej, grupa lubelsko-podkarpacka (2012/2013)
III liga, grupa lubelsko-podkarpacka, sezon 2012/2013 – 5. edycja rozgrywek czwartego poziomu ligowego piłki nożnej mężczyzn w Polsce po reorganizacji lig w 2008 roku. Bierze w niej udział 16 drużyn z województwa podkarpackiego i województwa lubelskiego. Walczą one o miejsce premiowane awansem do grupy wschodniej II ligi. Ostatnie zespoły spadają odpowiednio do grup: podkarpackiej i lubelskiej IV ligi.Opiekunem ligi jest Podkarpacki Związek Piłki Nożnej. 
Sezon ligowy rozpoczął się w 11 sierpnia 2012 roku, a ostatnie mecze rozegrane zostaną w czerwcu 2013 roku.

## Zasady rozgrywek
Zmagania w lidze toczą się systemem kołowym w dwóch rundach – jesiennej i wiosennej. Każda z drużyn rozgrywa z pozostałymi po 2 mecze. Zwycięzca otrzymuje automatyczny awans do II ligi (grupa wschodnia). Do ligi awansuje mistrz i wicemistrz IV ligi z grupy podkarpackiej oraz mistrz i wicemistrz IV ligi z grupy lubelskiej. Drużyny, które po zakończeniu rozgrywek zajmą w tabeli odpowiednio 14, 15 i 16 miejsce, spadają do właściwej terytorialnie IV ligi i będą w kolejnym sezonie występować w IV lidze. Liczba drużyn spadających z III ligi ulega zwiększeniu o liczbę drużyn, które spadną z II ligi zgodnie z przynależnością terytorialną do Lubelskiego lub Podkarpackiego ZPN.
Drużyna, które zrezygnuje z uczestnictwa w rozgrywkach, degradowana jest o 2 klasy rozgrywkowe i przenoszona na ostatnie miejsce w tabeli (jeśli rozegrała przynajmniej 50% spotkań sezonu; wtedy mecze nierozegrane weryfikowane są jako walkowery 0:3 na niekorzyść drużyny wycofanej) lub jej wyniki zostają anulowane. Z rozgrywek eliminowana – i również degradowana o 2 klasy rozgrywkowe – jest drużyna, która nie rozegra z własnej winy 3 spotkań sezonu.
Kolejność w tabeli ustala się według liczby zdobytych punktów. W przypadku uzyskania równej liczby punktów przez dwie drużyny, o zajętym miejscu decydują:
a) liczba zdobytych punktów w spotkaniach bezpośrednich,
b) korzystniejsza różnica między zdobytymi i utraconymi bramkami w spotkaniach bezpośrednich,
c) przy uwzględnieniu reguły UEFA, że bramki strzelone na wyjeździe liczone są podwójnie, korzystniejsza różnica między zdobytymi i utraconymi bramkami w spotkaniach bezpośrednich,
d) korzystniejsza różnica bramek we wszystkich spotkaniach z całego cyklu rozgrywek,
e) większa liczba bramek zdobytych we wszystkich spotkaniach z całego cyklu.
W przypadku, gdy dwoma zespołami o jednakowej liczbie punktów są zespoły, których kolejność decyduje o awansie lub spadku, stosuje się wyłącznie zasady określone w punktach a, b i c, a jeżeli one nie rozstrzygną kolejności, zarządza się spotkanie barażowe na neutralnym boisku, wyznaczonym przez Wydział Gier PZPN.
Przy więcej niż dwóch zespołach przeprowadza się dodatkową punktację pomocniczą spotkań wyłącznie między zainteresowanymi drużynami, kierując się kolejno zasadami podanymi w punktach a, b, c, d oraz e.
| Uczestnicy poprzedniej edycji (sezon 2011/2012)                                                               | Uczestnicy poprzedniej edycji (sezon 2011/2012) | Uczestnicy poprzedniej edycji (sezon 2011/2012) | Uczestnicy poprzedniej edycji (sezon 2011/2012) |
| --- | ----------------------------------------------- | ----------------------------------------------- | ----------------------------------------------- |
| AVI | Avia Świdnik                                    | 2                                               |                                                 |
| PBP | Podlasie Biała Podlaska                         | 3                                               |                                                 |
| ORP | Orlęta Radzyń Podlaski                          | 4                                               |                                                 |
| TTL | Tomasovia Tomaszów Lubelski                     | 6                                               |                                                 |
| IZO | Izolator Boguchwała                             | 7                                               |                                                 |
| KRA | Stal Kraśnik                                    | 8                                               |                                                 |
| KAR | Karpaty Krosno                                  | 9                                               |                                                 |
| SMI | Stal Mielec                                     | 10                                              |                                                 |
| SSA | Stal Sanok                                      | 12                                              |                                                 |
| POP | Polonia Przemyśl                                | 13                                              |                                                 |
| UNS | Unia Nowa Sarzyna                               | 14                                              |                                                 |
| CHM | Chełmianka Chełm                                | 16                                              |                                                 |
| Awans z IV ligi 2011/2012                                                                                     |                                                 |                                                 |                                                 |
| grupa lubelska                                                                                                |                                                 |                                                 |                                                 |
| LUB | Lublinianka-Wieniawa Lublin                     | 1                                               |                                                 |
| ORŁ | Orlęta Łuków                                    | 2                                               |                                                 |
| grupa podkarpacka                                                                                             |                                                 |                                                 |                                                 |
| CJA | Czarni 1910 Jasło                               | 1                                               |                                                 |
| OPR | Orzeł Przeworsk                                 | 2                                               |                                                 |
| Oznaczenia: - kolumna pierwsza – skróty nazw drużyn, - kolumna trzecia – miejsce zajęte w poprzednim sezonie. |                                                 |                                                 |                                                 |

Objaśnienia
Partyzant Targowiska, KS Zaczernie i Strumyk Malawa wycofały się po zakończeniu rozgrywek, w związku z czym utrzymały się dodatkowo Unia Nowa Sarzyna i Chełmianka Chełm.

## Tabela
| Lp. | Drużyna                     | M  | Z  | R  | P  | Bramki | Bramki | Różn. | Pkt | Uwagi                     | Bezpośrednio |
| --- | --------------------------- | -- | -- | -- | -- | ------ | ------ | ----- | --- | ------------------------- | ------------ |
| 1   | Stal Mielec (M) (A)         | 30 | 23 | 4  | 3  | 62     | 14     | +48   | 73  | Awans do II ligi          |              |
| 2   | Tomasovia Tomaszów Lubelski | 30 | 21 | 6  | 3  | 58     | 20     | +38   | 69  |                           |              |
| 3   | Izolator Boguchwała         | 30 | 18 | 7  | 5  | 63     | 34     | +29   | 61  |                           |              |
| 4   | Avia Świdnik                | 30 | 17 | 7  | 6  | 62     | 28     | +34   | 58  |                           |              |
| 5   | Stal Sanok                  | 30 | 14 | 7  | 9  | 49     | 43     | +6    | 49  |                           |              |
| 6   | Lublinianka-Wieniawa Lublin | 30 | 14 | 5  | 11 | 38     | 32     | +6    | 47  |                           |              |
| 7   | Polonia Przemyśl            | 30 | 12 | 7  | 11 | 52     | 41     | +11   | 43  |                           |              |
| 8   | Karpaty Krosno              | 30 | 8  | 13 | 9  | 41     | 37     | +4    | 37  |                           |              |
| 9   | Stal Kraśnik                | 30 | 10 | 4  | 16 | 45     | 84     | −39   | 34  |                           |              |
| 10  | Orlęta Radzyń Podlaski      | 30 | 10 | 4  | 16 | 32     | 37     | −5    | 34  |                           |              |
| 11  | Podlasie Biała Podlaska     | 30 | 8  | 9  | 13 | 26     | 36     | −10   | 33  |                           |              |
| 12  | Chełmianka Chełm            | 30 | 10 | 3  | 17 | 35     | 45     | −10   | 33  |                           |              |
| 13  | Orzeł Przeworsk             | 30 | 8  | 6  | 16 | 37     | 49     | −12   | 30  |                           |              |
| 14  | Czarni 1910 Jasło2,3 (S)    | 30 | 8  | 3  | 19 | 37     | 50     | −13   | 27  | Spadek do IV ligi         |              |
| 15  | Orlęta Łuków (S)            | 30 | 5  | 4  | 21 | 24     | 74     | −50   | 19  | Spadek do IV ligi         |              |
| 16  | Unia Nowa Sarzyna1 (S)      | 30 | 8  | 3  | 19 | 26     | 62     | −36   | 27  | Spadek do klasy okręgowej |              |

2Czarni 1910 Jasło wycofali się z rozgrywek po 25 kolejce i zostali zdegradowani do Klasy Okręgowej, grupa: Krosno

3Podkarpacki Związek Piłki Nożnej przywrócił po 26 kolejce drużynę Czarnych 1910 Jasło do rozgrywek III ligi, grupy lubelsko-podkarpackiej

## Wyniki
| Gospodarz \ Gość            | AVI   | CHM   | CJA   | IZO | KAR   | LUB | ORŁ   | ORP | OPR | PBP   | POP | KRA | SMI | SSA | TTL   | UNS   |
| Avia Świdnik                |       | 1:0   | 5:3   | 1:1 | 2:2   | 4:1 | 5:1   | 3:0 | 0:5 | 1:0   | 2:1 | 8:0 | 0:1 | 2:0 | 1:0   | 2:3   |
| Chełmianka Chełm            | 2:3   |       | 1:0   | 0:1 | 1:0   | 0:3 | 2:0   | 1:0 | 2:0 | 1:2   | 2:1 | 1:5 | 1:2 | 0:1 | 1:4   | 1:2   |
| Czarni 1910 Jasło           | 1:0   | 1:0   |       | 1:2 | 1:2   | 1:1 | 3:0   | 0:3 | 0:2 | 0:3wo | 1:2 | 1:4 | 0:5 | 4:0 | 2:3   | 1:2   |
| Izolator Boguchwała         | 0:0   | 3:2   | 2:1   |     | 3:1   | 0:2 | 4:0   | 1:0 | 4:4 | 1:1   | 1:0 | 4:0 | 3:0 | 1:2 | 3:3   | 3:3wo |
| Karpaty Krosno              | 0:4   | 2:2   | 0:0   | 2:2 |       | 3:0 | 5:0   | 0:1 | 1:1 | 1:2   | 1:1 | 2:2 | 0:0 | 1:1 | 2:1   | 2:2   |
| Lublinianka-Wieniawa Lublin | 1:1   | 1:0   | 2:0   | 0:2 | 2:0   |     | 1:0   | 3:2 | 0:1 | 3:1   | 1:3 | 1:0 | 0:3 | 0:1 | 0:0   | 3:0wo |
| Orlęta Łuków                | 1:4   | 1:0   | 3:2   | 2:3 | 0:0   | 1:3 |       | 2:3 | 1:4 | 1:1   | 1:1 | 2:3 | 0:2 | 2:1 | 0:2   | 1:4   |
| Orlęta Radzyń Podlaski      | 0:2   | 4:1   | 2:0   | 0:4 | 1:2   | 0:0 | 2:0   |     | 3:0 | 0:0   | 1:3 | 0:2 | 0:1 | 1:2 | 0:2   | 3:0wo |
| Orzeł Przeworsk             | 0:3   | 0:3   | 0:1   | 2:4 | 0:1   | 1:0 | 0:0   | 0:0 |     | 0:2   | 1:3 | 4:2 | 0:1 | 1:2 | 1:2   | 3:0wo |
| Podlasie Biała Podlaska     | 0:2   | 0:1   | 0:0   | 0:1 | 0:0   | 0:3 | 1:0   | 0:1 | 0:1 |       | 0:0 | 1:1 | 0:1 | 1:2 | 0:1   | 2:0   |
| Polonia Przemyśl            | 1:1   | 3:1   | 3:0wo | 1:4 | 4:2   | 0:1 | 5:0   | 1:1 | 2:0 | 1:1   |     | 3:0 | 2:2 | 4:1 | 0:1   | 3:0wo |
| Stal Kraśnik                | 1:1   | 1:3   | 0:8   | 3:1 | 0:5   | 1:2 | 0:1   | 2:1 | 3:2 | 1:3   | 3:1 |     | 0:7 | 5:0 | 2:2   | 3:0wo |
| Stal Mielec                 | 1:0   | 2:0   | 0:1   | 3:2 | 2:0   | 3:2 | 7:0   | 2:0 | 3:1 | 1:1   | 2:0 | 3:0 |     | 2:0 | 0:1   | 3:0wo |
| Stal Sanok                  | 1:1   | 2:2   | 2:1   | 2:1 | 1:1   | 2:2 | 2:0   | 1:0 | 2:2 | 6:1   | 4:1 | 6:0 | 0:2 |     | 1:3   | 3:0wo |
| Tomasovia Tomaszów Lubelski | 1:0   | 0:0   | 1:0   | 1:1 | 1:0   | 1:0 | 4:1   | 0:2 | 3:0 | 5:0   | 2:1 | 8:1 | 0:0 | 1:0 |       | 2:1   |
| Unia Nowa Sarzyna           | 0:3wo | 0:3wo | 0:3wo | 0:1 | 0:3wo | 1:0 | 0:3wo | 2:1 | 1:1 | 0:3wo | 4:1 | 3:0 | 0:1 | 1:1 | 0:3wo |       |

Źródło: 
Objaśnienia:
1Drużyna gospodarzy jest wymieniona po lewej stronie tabeli.
Kolory: zielony – zwycięstwo gospodarzy, żółty – remis, różowy – zwycięstwo gości.
Mistrz jesieni 2012/2013: Tomasovia Tomaszów Lubelski
Awans do II ligi: Stal Mielec
Spadek do IV ligi: Czarni 1910 Jasło, Orlęta Łuków, Unia Nowa Sarzyna